# Muespach
Ne pas confondre avec Muespach-le-Haut, également dans le canton de Ferrette
Muespach [myspax] est une commune française située dans la circonscription administrative du Haut-Rhin et, depuis le 1er janvier 2021, dans le territoire de la Collectivité européenne d'Alsace, en région Grand Est.
Cette commune se trouve dans la région historique et culturelle d'Alsace.

## Géographie
Le village tient son nom de sa position sur le ruisseau appelé Muespach, qui prend cependant le nom de Gersbach à sa confluence avec le Willerbach, juste avant d'entrer dans Muespach.
Le village est rattaché à l'arrondissement d'Altkirch et au canton d'Altkirch. Muespach est situé à égale distance de Bâle et d'Altkirch, soit 18 km.

### Communes limitrophes
| Windenhof                   |                  | Knœringue        |
| Steinsoultz, Roppentzwiller | Muespach         | Muespach-le-Haut |
| Durmenach, Werentzhouse     | Fislis, Linsdorf | Bettlach         |

### Cours d'eau
- Le Muespach ou Gersbach.

### Hydrographie
La commune est dans le bassin versant du Rhin au sein du bassin Rhin-Meuse. Elle est drainée par le ruisseau de Willer, le ruisseau Gersbach, le Muesbach, le Reiserngraben et le Tiefenbach,,.
Le Willerbach, d'une longueur de 10 km, prend sa source dans la commune  et se jette  dans l'Ill à Bettendorf, après avoir traversé cinq communes. 

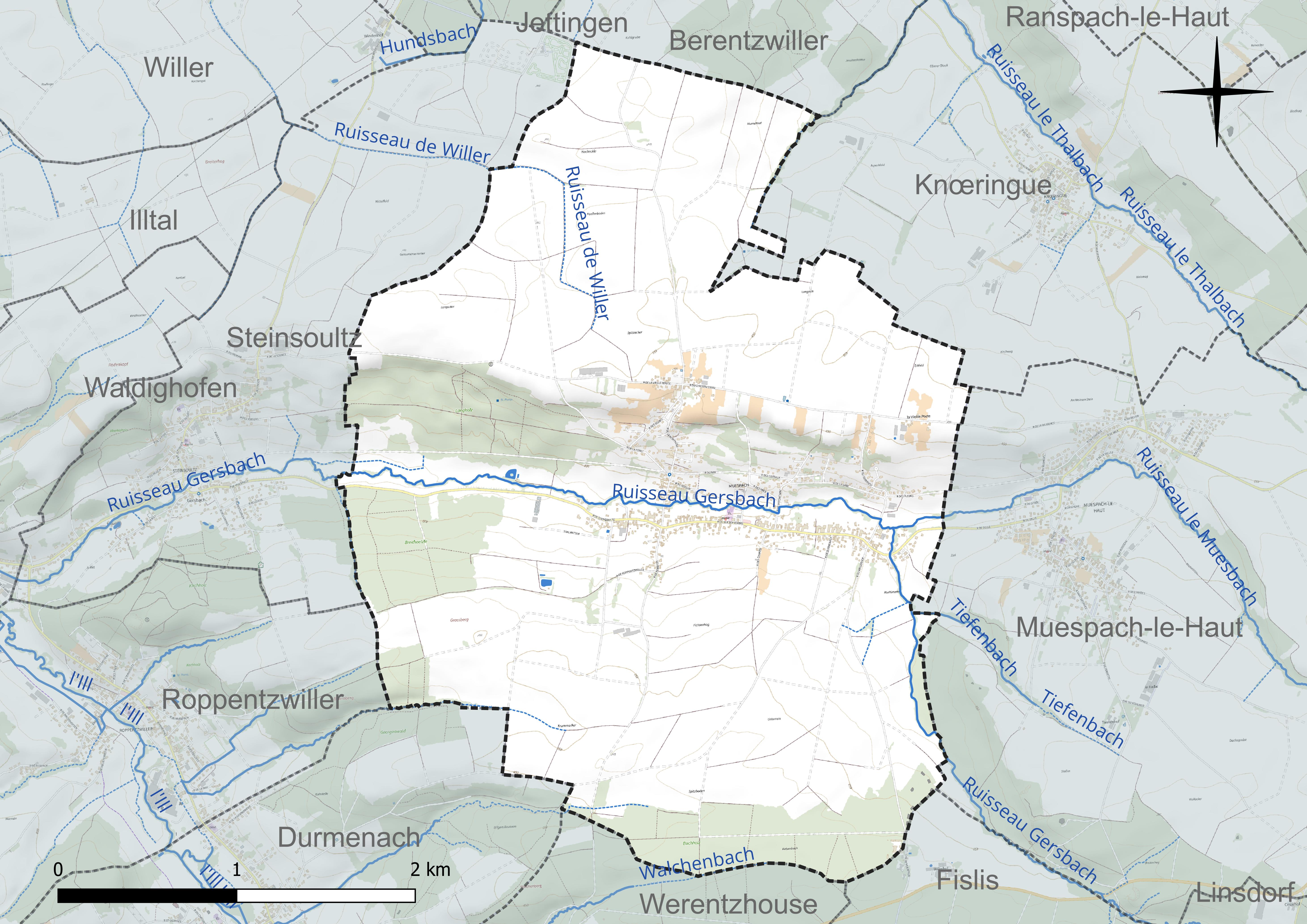
Réseau hydrographique de Muespach.

### Climat
Pour des articles plus généraux, voir Climat du Grand Est et Climat du Haut-Rhin.
En 2010, le climat de la commune est de type climat de montagne, selon une étude du Centre national de la recherche scientifique s'appuyant sur une série de données couvrant la période 1971-2000. En 2020, Météo-France publie une typologie des climats de la France métropolitaine dans laquelle la commune est dans une zone de transition entre le climat semi-continental et le climat de montagne et est dans une zone de transition entre les régions climatiques « Vosges » et « Alsace ». 
Pour la période 1971-2000, la température annuelle moyenne est de 9,5 °C, avec une amplitude thermique annuelle de 17,4 °C. Le cumul annuel moyen de précipitations est de 888 mm, avec 9,1 jours de précipitations en janvier et 9,8 jours en juillet. Pour la période 1991-2020, la température moyenne annuelle observée sur la station météorologique de Météo-France la plus proche, « Bâle-Mulhouse », sur la commune de Saint-Louis à 14 km à vol d'oiseau, est de 11,1 °C et le cumul annuel moyen de précipitations est de 764,3 mm. 
La température maximale relevée sur cette station est de 39,1 °C, atteinte le 13 août 2003 ; la température minimale est de −23,5 °C, atteinte le 6 janvier 1985,,. 
Les paramètres climatiques de la commune ont été estimés pour le milieu du siècle (2041-2070) selon différents scénarios d'émission de gaz à effet de serre à partir des nouvelles projections climatiques de référence DRIAS-2020. Ils sont consultables sur un site dédié publié par Météo-France en novembre 2022.

## Urbanisme

### Typologie
Au 1er janvier 2024, Muespach est catégorisée bourg rural, selon la nouvelle grille communale de densité à sept niveaux définie par l'Insee en 2022.
Elle est située hors unité urbaine. Par ailleurs la commune fait partie de l'aire d'attraction de Bâle - Saint-Louis (partie française), dont elle est une commune de la couronne,. Cette aire, qui regroupe 94 communes, est catégorisée dans les aires de 200 000 à moins de 700 000 habitants,.

### Occupation des sols
L'occupation des sols de la commune, telle qu'elle ressort de la base de données européenne d’occupation biophysique des sols Corine Land Cover (CLC), est marquée par l'importance des territoires agricoles (79,6 % en 2018), en diminution par rapport à 1990 (80,9 %). La répartition détaillée en 2018 est la suivante : 
terres arables (59,9 %), prairies (19,2 %), forêts (14,9 %), zones urbanisées (5,5 %), zones agricoles hétérogènes (0,5 %). L'évolution de l’occupation des sols de la commune et de ses infrastructures peut être observée sur les différentes représentations cartographiques du territoire : la carte de Cassini (XVIIIe siècle), la carte d'état-major (1820-1866) et les cartes ou photos aériennes de l'IGN pour la période actuelle (1950 à aujourd'hui).

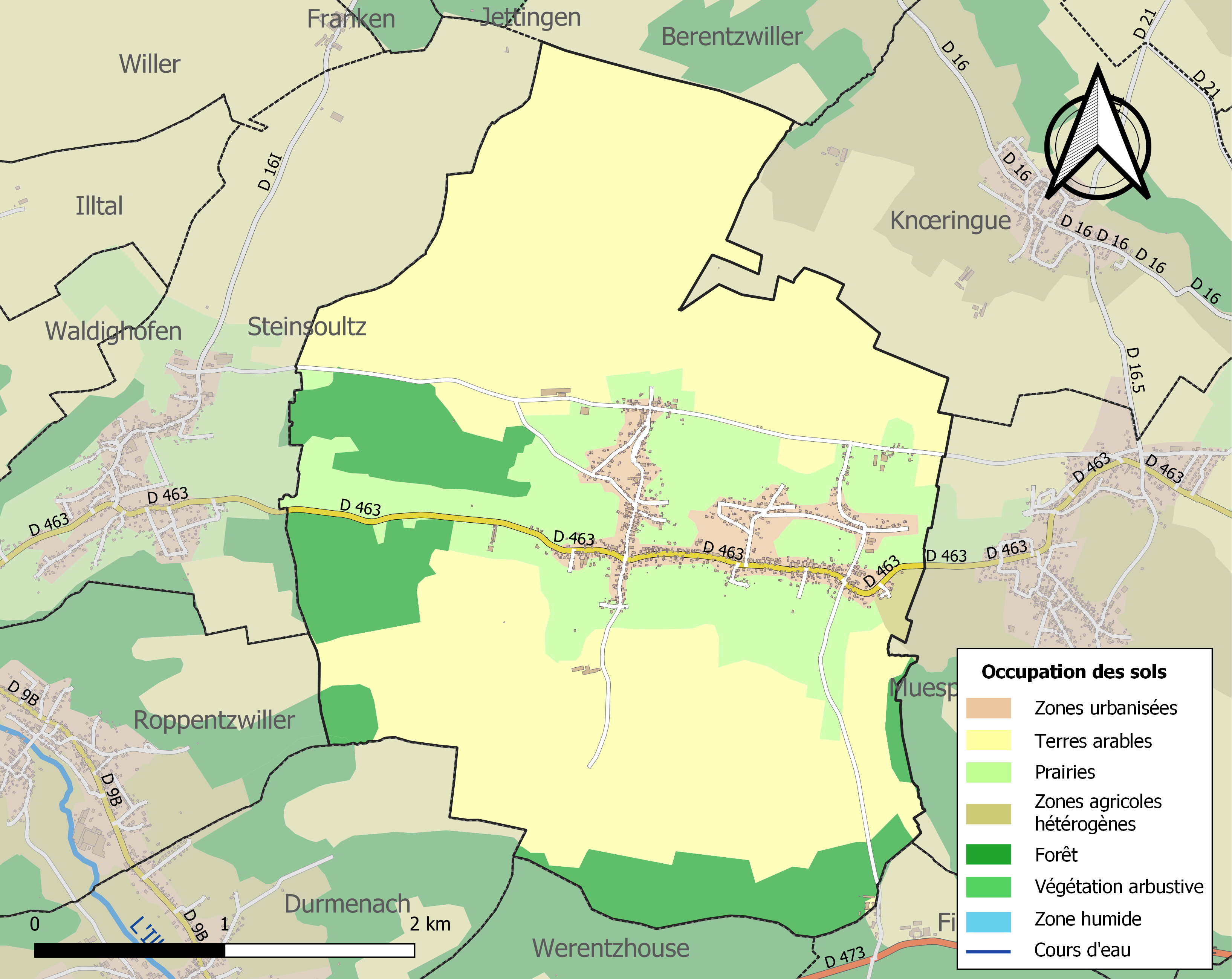
Carte des infrastructures et de l'occupation des sols de la commune en 2018 (CLC).

## Histoire
Il existait vers le haut Moyen Âge trois agglomérations qui portaient le nom de Muspach. La première, Muespach-le-Bas (Niedermüspach en allemand), est citée pour la première fois dès 1245. La seconde, Moyen-Muespach (ou Mittelmüspach), est connue dès 1267. Muespach-le-Bas est au Moyen Âge le chef-lieu d'une mairie comprenant les trois Muespach, dont Muespach-le-Haut dans le comté de Ferrette. Le nom est rattaché à une famille de la petite noblesse de la région de Bâle qui a fait souche dans le village. Le prieuré de Feldbach y possédait à l'époque une cour colongère. Une léproserie existait à l'époque dans le village.
Pendant la guerre de Trente Ans, le village est durement éprouvé et de nombreux villageois périssent en raison des guerres et des famines.
En 1915, les autorités allemandes construisent une voie ferrée, qui est fermée finalement en 1955 aux voyageurs puis en 1957 au trafic marchandises.
La commune actuelle est issue de la fusion le 1er septembre 1972 des anciennes communes de Muespach-le-Bas et de Moyen-Muespach.

### Héraldique
| Blason de Muespach | Les armes de Muespach se blasonnent ainsi : « Parti, au 1er d'argent à l'arbre arraché de sinople accosté de deux merlettes de gueules affrontées, au 2e fascé d'or et de sable de six pièces, un lion de gueules brochant sur le tout. » |

## Politique et administration
| Période                                  | Période   | Identité              | Étiquette | Qualité         |
| ---------------------------------------- | --------- | --------------------- | --------- | --------------- |
| 1965                                     | 1983      | Lucien Bohrer         |           | maire honoraire |
| 1983                                     | mars 2014 | Roland Haller         |           | maire honoraire |
| avril 2014                               | mai 2020  | Philippe Huber        |           |                 |
| mai 2020                                 | En cours  | Régine Rentz-Hatstatt |           |                 |
| Les données manquantes sont à compléter. |           |                       |           |                 |

## Démographie
L'évolution du nombre d'habitants est connue à travers les recensements de la population effectués dans la commune depuis 1793. Pour les communes de moins de 10 000 habitants, une enquête de recensement portant sur toute la population est réalisée tous les cinq ans, les populations de référence des années intermédiaires étant quant à elles estimées par interpolation ou extrapolation. Pour la commune, le premier recensement exhaustif entrant dans le cadre du nouveau dispositif a été réalisé en 2006.

En 2022, la commune comptait 934 habitants, en évolution de +4,71 % par rapport à 2016 (Haut-Rhin : +0,66 %, France hors Mayotte : +2,11 %).
| 1793 | 1800 | 1806 | 1821 | 1831 | 1836 | 1841 | 1846 | 1851 |
| ---- | ---- | ---- | ---- | ---- | ---- | ---- | ---- | ---- |
| 474  | 501  | 589  | 586  | 583  | 576  | 591  | 583  | 603  |

| 1856 | 1861 | 1866 | 1871 | 1875 | 1880 | 1885 | 1890 | 1895 |
| ---- | ---- | ---- | ---- | ---- | ---- | ---- | ---- | ---- |
| 534  | 540  | 580  | 546  | 530  | 495  | 486  | 490  | 496  |

| 1900 | 1905 | 1910 | 1921 | 1926 | 1931 | 1936 | 1946 | 1954 |
| ---- | ---- | ---- | ---- | ---- | ---- | ---- | ---- | ---- |
| 462  | 492  | 485  | 448  | 428  | 394  | 384  | 406  | 368  |

| 1962 | 1968 | 1975 | 1982 | 1990 | 1999 | 2006 | 2011 | 2016 |
| ---- | ---- | ---- | ---- | ---- | ---- | ---- | ---- | ---- |
| 365  | 380  | 670  | 785  | 789  | 825  | 860  | 838  | 892  |

| 2021 | 2022 | - | - | - | - | - | - | - |
| ---- | ---- | - | - | - | - | - | - | - |
| 931  | 934  | - | - | - | - | - | - | - |

## Lieux et monuments

### Église Saint-Blaise

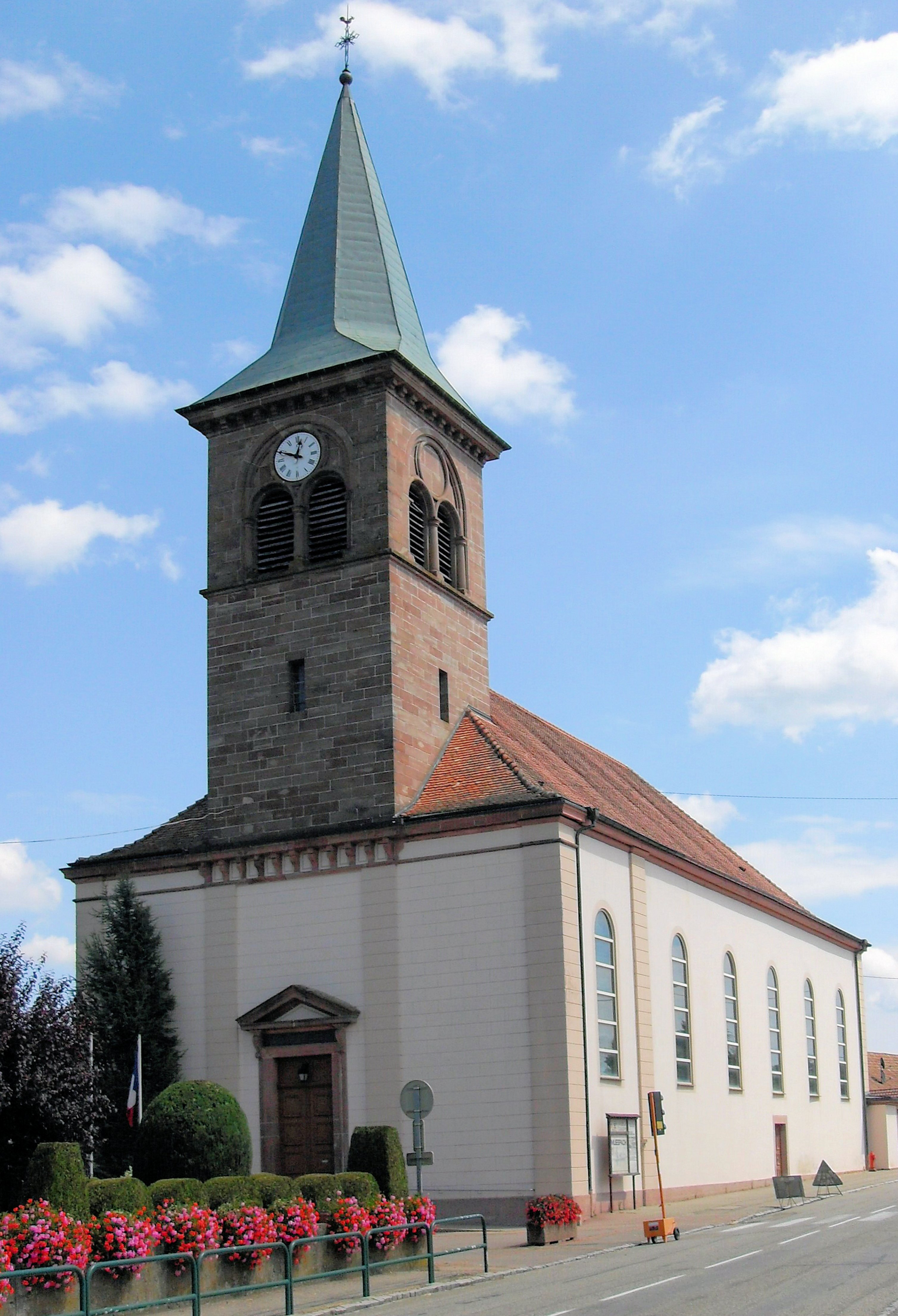
L'église Saint-Blaise.

Les registres paroissiaux ouverts en 1585 comptent parmi les plus anciens registres catholiques du département.  Connue en 1287 et attestée en 1501, l'église paroissiale primitive était située sur une colline du Moyen Muespach à égale distance des trois Muespach. Après la Révolution et les campagnes de déchristianisation, Muespach-le-Haut se détache de la paroisse et l'église paroissiale devenue trop petite avec ses 500 à 600 places est détruite en 1822. Une nouvelle église est construite, mais elle s'avère tout de suite très peu fiable. Une nouvelle église est donc  dressée par l'architecte Laubser de Colmar. Frappée par la foudre en 1911, l'église est la proie des flammes. Après l'incendie, il n'existe plus que les murs. Elle sera finalement reconstruite et consacrée le 14 juillet 1912.